# Conclusión (música)
En música, la conclusión es la parte final de una composición musical y puede tomar la forma de una coda o de un outro.
Las piezas que utilizan la forma de sonata típicamente utilizan la recapitulación para concluir la pieza, llevando al cierre a través de la repetición de material temático de la exposición en clave tónica. En las demás formas musicales se pueden encontrar otras técnicas.
- El movimiento lento de Bach en su Concierto de Brandeburgo No. 2.
- El movimiento lento de la Sinfonía n.º 5 de Beethoven.
- La Densidad 21.5 de Varèse.

## Coda
Coda (en italiano "cola") es un término utilizado en música en varios sentidos diferentes, principalmente para designar un pasaje que trae una pieza (o un movimiento) a su conclusión.

## Outro
Un outro (en ocasiones "outtro", también "extro") es la conclusión de una pieza de música, literatura o programa de televisión. Es lo opuesto de la intro. "Outro" es una fusión o contracción que reemplaza el elemento "in" de "intro" por su opuesto "out", para crear este neologismo.
- Datos: Q2992075